# Eleanor H. Porter
Pour les articles homonymes, voir Porter.
Œuvres principales
- Pollyanna (1913)

Eleanor H. Porter, de son vrai nom Eleanor Emily Hodgman, est une femme de lettres américaine, née le 19 décembre 1868 à Littleton (New Hampshire) et morte le 21 mai 1920 à Cambridge (Massachusetts).
Elle est surtout connue pour son roman Pollyanna paru en 1913. Grand succès de librairie, adapté de nombreuses fois au cinéma et à la télévision, il sera traduit en douze langues. L'auteur écrira une suite en 1915 : Pollyanna grandit (Pollyanna Grows Up).

## Biographie
Eleanor H. Porter étudie le chant au Conservatoire de la Nouvelle-Angleterre (New England Conservatory), à Boston. En 1892, elle épouse John Lyman Porter et déménage dans le Massachusetts. C'est là qu'à l'âge de trente-trois ans, elle commence à écrire et à publier d'abord des nouvelles, puis des romans, ainsi que de nombreux articles pour les magazines.
Elle meurt en 1920 à l'âge de 51 ans et est enterrée au cimetière Mount Auburn près de Cambridge (Massachusetts).

## Œuvre

### Nouvelles
- A Delayed Heritage
- A Four-Footed Faith and a Two
- A Matter of System
- A Mushroom of Collingsville
- A Patron of Art
- Angelus
- Crumbs
- Millionaire Mike's Thanksgiving
- That Angel Boy
- The Apple of Her Eye
- The Daltons and the Legacy
- The Elephant's Board and Keep
- The Folly of Wisdom
- The Glory and the Sacrifice
- The Indivisible Five
- The Lady in Black
- The Letter
- The Saving of Dad
- When Mother Fell Ill
- When Polly Ann Played Santa Claus

### Romans
- Cross Currents (1907)
- The Turn of the Tide (1908)
- The Story of Marco (1911)
- Miss Billy (1911)
- Miss Billy's Decision (1912)
- Pollyanna (1913)

- Pollyanna Grows Up (1915)

- The Sunbridge Girls at Six Star Ranch (1913)
- Miss Billy Married (1914)
- Pollyanna grandit (Pollyanna Grows Up (1915)
- Just David (1916)
- The Road to Understanding (1917)
- Oh, Money! Money! (1918)
- The Tangled Threads (1919)
- Dawn (1919)
- Mary Marie (1920)

## Suites littéraires dePollyanna
Après la mort d'Eleanor H. Porter, le personnage de Pollyanna été repris par cinq autres auteurs jusqu'en 1997 :
Harriet Lummis Smith
- Pollyanna of the Orange Blossoms : The Third Glad Book (1924)
- Pollyanna's Jewels : The Fourth Glad Book (1925)
- Pollyanna's Debt of Honor : The Fifth Glad Book (1927)
- Pollyanna's Western Adventure : The Sixth Glad Book (1929)

Elizabeth Borton de Treviño
- Pollyanna in Hollywood : The Seventh Glad Book (1931)
- Pollyanna's Castle in Mexico : The Eighth Glad Book (1934)
- Pollyanna's Door to Happiness : The Ninth Glad Book (1937)
- Pollyanna's Golden Horseshoe : The Tenth Glad Book (1939)
- Pollyanna and the Secret Mission : The Fourteenth Glad Book (1951)

Margaret Piper Chalmers
- Pollyanna's Protegee : The Eleventh Glad Book (1944)

Virginia May Moffitt
- Pollyanna at Six Star Ranch : The Twelfth Glad Book (1947)
- Pollyanna of Magic Valley : The Thirteenth Glad Book (1949)

Colleen L. Reece
- Pollyanna Comes Home (1995)
- Pollyanna Plays the Game (1997)

## Hommages
En 1990, l'Organisation nationale des femmes (National Organization of Women) des États-Unis, a attribué à Eleanor H. Porter le titre de « Femme éminente du New Hampshire » (Notable Woman of New Hampshire).

### Sources
- Biographie d'Eleanor Hodgman Porter
- Bibliothèque nationale de France